# Laura Tarantola
Pour les articles homonymes, voir Tarantola.
Laura Tarantola, née le 8 juin 1994 à Annemasse, est une rameuse d'aviron française, médaillée d'argent aux Jeux olympiques d'été de 2020.

## Carrière
Aux Championnats d'Europe d'aviron 2018 à Glasgow, elle remporte la médaille d'argent en skiff poids légers.
Aux Championnats du monde 2018 à Plovdiv, elle remporte la médaille d'or en skiff poids légers.
Elle remporte avec Claire Bové la médaille d'argent en deux de couple poids légers aux Championnats d'Europe d'aviron 2019 à Lucerne.
En décembre 2019, parallèlement à sa carrière de sportive de haut niveau, Laura rejoint le Dispositif Athlètes SNCF en tant que responsable de la qualité de vie au travail dans un établissement services voyageurs TGV.
En 2021, elle remporte avec Claire Bové la médaille d'argent en deux de couple poids légers aux Jeux olympiques d'été de 2020 à Tokyo.

## Palmarès

### Jeux olympiques
- 2021 à Tokyo,  Japon
  -  Médaille d'argent en deux de couple poids légers

### Championnats du monde
- 2018 à Plovdiv,  Bulgarie
  -  Médaille d'or en skiff poids légers

### Championnats d'Europe
- 2018 à Glasgow,  Écosse
  -  Médaille d'argent en skiff poids légers
- 2019 à Lucerne,  Suisse
  -  Médaille d'argent en deux de couple poids légers
- 2020 à Poznań,  Pologne
  - 5e en deux de couple poids léger
- 2022 à Munich,  Allemagne
  -  Médaille d'argent en deux de couple poids légers
- 2023 à Bled,  Slovénie
  -  Médaille de bronze en deux de couple poids légers

## Décorations
- Chevalier de l'ordre national du Mérite le 8 septembre 2021[6]